# Дрмени
Дрмени (мкд. Дрмени) су насеље у Северној Македонији, у јужном делу државе. Дрмени припадају општини Ресан.

## Географија
Насеље Дрмени је смештено у југозападном делу Северне Македоније. Од најближег већег града, Битоља, насеље је удаљено 36 km западно, а од општинског средишта 8 јужно.
Дрмени се налазе у области Горње Преспе, области која заузима виши део котлине Преспанског језера. Насеље је смештено у пољу северно од Преспанског језера. Поље је махом под воћем. Даље, ка западу издиже планина Галичица. Надморска висина насеља је приближно 860 метара.
Клима у насељу је планинска због знатне надморске висине.

## Становништво
Дрмени су према последњем попису из 2002. године имали 416 становника. 
Претежно становништво у насељу су етнички Македонци (97%). Остало су махом Турци, којих је раније било знатно више.
Већинска вероисповест је православље.